# 劉愷婷
劉愷婷(英語：Joyce Lau)，香港女子匹克球運動員。

## 運動攝影師生涯
劉愷婷自小接受網球訓練，2016年起擔任專業網球賽事的攝影師，曾參與温布尔登网球锦标赛、亞運會、全運會、WTA年終賽、WTA國際巡迴賽及香港本地網球賽事的攝影工作。

## 運動員生涯
2022年參與匹克球賽事，獲得第一塊國際賽獎牌，成為第一位香港全職在澳洲職業匹克球聯盟賽的匹克球運動員。

## 賽事
- 2022 亞洲公開賽唯一香港代表
- 2022 香港GC精英賽混雙亞軍、女雙季軍
- 2023 英國吉爾福德公開賽女雙冠軍
- 2024 澳洲全國排名19+組別女雙第一
- 2024 維多利亞公開賽女雙冠軍
- 2024 昆士蘭巡迴賽女單季軍

## 外部連結
- 劉愷婷澳洲匹克球聯業聯盟賽上的排名 （页面存档备份，存于）
- 劉愷婷的X（前Twitter）
- 劉愷婷的Instagram帳戶
- 劉愷婷的Facebook專頁